# Pycnarmon fulvomarginalis
Pycnarmon fulvomarginalis is een vlinder van de familie van de grasmotten (Crambidae). De wetenschappelijke naam van deze soort is voor het eerst voorgesteld als Entephria fulvomarginalis door Arnold Pagenstecher in een publicatie uit 1900.
De soort komt voor in Papoea-Nieuw-Guinea.